# Friedrich-Wilhelm Kliem
Friedrich-Wilhelm Kliem (geb. 25. Dezember 1896 in Paderborn; gest. nach 1955) war ein deutscher Tischler, SS-Hauptscharführer und Lagerführer der Hamburger Frauen-Konzentrationslager Neugraben und Tiefstack.

## Lebensweg
Nach dem Besuch der Volksschule erlernte Kliem das Tischlerhandwerk. Seine Tischlerlehre schloss er mit der Meisterprüfung ab und arbeitete zunächst als selbstständiger Tischlermeister. Ende August 1939 wurde er dann zur Wehrmacht eingezogen und bis Mai 1944 an der Ostfront eingesetzt. Danach wurde er aus Altersgründen – Kliem war knapp 48 Jahre alt – aus dem Truppendienst entlassen und kurz darauf von der Allgemeinen SS im Rang eines Hauptscharführers übernommen; das entsprach dem Rang eines damaligen Oberfeldwebels der Wehrmacht. Von Juli bis Oktober 1944 diente Kliem im Außenlager Dessauer Ufer des KZ Neuengamme in Hamburg-Veddel in der Schreibstube. Am 18. Oktober 1944 übernahm er als Kommandant die Lagerleitung der Außenlager Neugraben und Tiefstack in Hamburg. In Neugraben wurden rund 500 Frauen zum Arbeitseinsatz gezwungen; sie mussten für die Firmen Prien und Wesseloh beim Bau von Behelfswohnheimen sowie im Wasserleitungs- und Straßenbau arbeiten. Zudem mussten sie für die Firma Malo Fertigbauteile für Behelfsunterkünfte herstellen. Im Februar 1945 wurde das Lager Neugraben nach Hamburg-Tiefstack verlegt. In den letzten Kriegsmonaten, bis zur Auflösung des Lagers Tiefstack am 7. April 1945, mussten die Frauen Aufräumarbeiten in Harburg übernehmen, vor allem nach Bombenangriffen. 
Unter Kliems Leitung wurden die Zwangsarbeiterinnen geschlagen und auch auf andere Weise misshandelt. So berichtet die 1913 in Hamburg geborene Inhaftierte Erna Fuchs, Kliem habe sie ausgepeitscht, bis sie bewusstlos geworden sei, nachdem sie sich geweigert hatte, ihm zu sagen, von wem sie ein kleines Lebensmittelpaket erhalten hatte, mit dem sie im März 1945 bei der Kontrolle am Lagereingang erwischt worden war.
Überliefert ist auch eine Beschwerde über Misshandlungen von Gerd Bucerius. Der spätere CDU-Bundestagsabgeordnete und Herausgeber der liberalen Wochenzeitung Die Zeit war von 1943 bis 1945 stellvertretender Geschäftsführer der Sperrholzfabrik Diago-Werke, auf deren Gelände sich das Außenlager Tiefstack des KZ Neuengamme befand. Am 26. März 1945 schrieb er an den Kommandanten des KZ Neuengamme, Max Pauly: 

„Es erscheint uns auch nicht unbedenklich, dass HSchF. Kliem [Hauptscharführer Friedrich-Wilhelm Kliem, Lagerleiter des Außenlagers Tiefstack] die seinem Lager angehörigen Frauen derart schlägt, dass das Geschrei dieser Frauen von den ebenfalls in unserem Werk beschäftigten Italienern und von anderen Gefolgschaftsmitgliedern angehört werden kann. […] Vorfälle dieser Art müssen notwendigerweise zu einer Erschütterung des Vertrauens und der Disziplin führen. Es erscheint uns deshalb notwendig, dass die vorgesetzte Dienststelle des HSchF. Kliem von ihnen Kenntnis erhält.“

Nach dem Ende des Zweiten Weltkriegs, im November 1945, wurde Kliem verhaftet und musste sich im Juli 1946 im Rahmen der Neuengamme-Prozesse im Hamburger Curio-Haus wegen Misshandlungen von Lagerinsassinnen in den Außenlagern Neugraben und Tiefstack verantworten. Ein britisches Militärgericht verurteilte Lagerführer Kliem 1946 zu 15 Jahren Haft. Er wurde jedoch aufgrund guter Führung bereits im Jahr 1955, also nach neun Jahren Haft, vorzeitig aus dem Gefängnis entlassen. Sein weiterer Lebensweg ist nicht bekannt.